# Poliopastea nordina
Poliopastea nordina är en fjärilsart som beskrevs av William Schaus 1901. Poliopastea nordina ingår i släktet Poliopastea och familjen björnspinnare. Inga underarter finns listade i Catalogue of Life.